# Hélion de Villeneuve
Hélion (o Elion) de Villeneuve (nascut al voltant del 1270 a Provença i mort el 1346 a  Rodes), va esdevenir el 26è Orde de l'Hospital el 1325, per bé que en el llistat de l'orde i de manera oficial ho va ser abans, el 1319.
Va prendre part en una croada organitzada pel papa Climent VI i va alliberar Esmirna del poder turc el 1344 i també va ser capaç d'infligir una derrota naval al rei del Marroc.